# Giovanni Zuccala
Giovanni Zuccala (né le 19 décembre 1788 à Bergame, en Lombardie, et mort le 8 mars 1836) est un homme de lettres italien.

## Biographie
Giovanni Zuccala est fils de Charles-Ambroise-Locatelle Zuccala, négociant, que des corsaires firent périr sur les rives de l'Adriatique. Jean n'a alors que dix ans, et cette horrible scène a toujours été présente à sa mémoire. Après avoir eu pour premier précepteur un émigré français, du nom de comte de Lapinié, le jeune Zuccala entre au collège des nobles de Sainte-Croix à Padoue. Il y étudie la grammaire, les belles-lettres, la philosophie et de nombreux autres champs de connaissance.
Enfin, se destinant à l'état ecclésiastique, il s'applique à la théologie ; presque en même temps il écrit son premier ouvrage : l'Éloge historique de Melchiore Cesarotti. Ce travail est en grande partie le fruit des études qu'il faisait pour instruire les élèves du collège de Celana, auquel il était attaché. Tout en s'acquittant de son devoir de professeur, il trouve le temps de composer un nouvel écrit d'une certaine importance spéculative et intitulé De l'influence du commerce sur les beaux-arts et les lettres. Il y fait ressortir la concomitance des beaux-arts et des lettres avec l'industrie et la richesse publiques.
À l'âge de vingt-cinq ans, il est appelé à professer au gymnase de Sainte-Justine de Padoue les littératures latine et italienne ; et, lors de la suppression de cet établissement, il devient le préfet des études et le chargé de la rhétorique au collège de Morate, où il publie un Traité de l'art de composer. 
En 1818, Zuccala est appelé à professer la langue et l'éloquence latines au collège de Calchi-Taeggi. La chaleur avec laquelle il donnait ses cours lui valut l'admiration de ses concitoyens. Alors qu'il fait paraître ses Lettres sur la solitude et la vie de Torquato Tasso, imprimées à Milan, en 1819, in-8. En 1819, Zuccala est appelé à un poste plus élevé.
Un décret lui confie la chaire d'esthétique à l'université de Pavie, où avaient professé les Monti, les Foscolo, les Cerretti. Ses cours obtiennent le même succès que par le passé et sont suivis avec le même empressement. Sous le titre de Principes d'esthétique, il fait paraître en quelque sorte le résumé de ses leçons. C'est la dernière de ses œuvres publiées. Il meurt au mois de février 1836. Quoique assez répandu dans le monde littéraire, Zuccala aimait avant tout la solitude studieuse, grâce à laquelle il put écrire quelques bons ouvrages.

## Sources
- « Giovanni Zuccala », dans Louis-Gabriel Michaud, Biographie universelle ancienne et moderne : histoire par ordre alphabétique de la vie publique et privée de tous les hommes avec la collaboration de plus de 300 savants et littérateurs français ou étrangers, 2e édition, 1843-1865 [détail de l’édition]